# Заводчанин (футбольный клуб)
«Заводча́нин» — бывший российский футбольный клуб из Саратова, существовавший с 12 ноября 1994 по январь 1997 года.

## История
После того как в 1994 году дублирующий состав саратовского «Сокола» занял 2-е место в 5-й зоне 3-й лиги, но из-за статуса дубля не смог выйти во вторую лигу, усилиями администрации Заводского района Саратова было принято решение создать футбольный клуб. Большую роль в этом сыграл глава района и председатель областной федерации футбола Янкевич Э. Б., которому удалось заручиться поддержкой директоров крупных предприятий и заводов района. Он же и придумал название новой команды.
«Заводчанин» смог повторить результат «Сокола»-д и выйти во вторую лигу, где отыграл лишь один сезон, испытывая серьёзные материальные трудности из-за существенного снижения объёмов финансирования, после чего был расформирован.

## Достижения
В чемпионатах России:
Второе место в пятой зоне третьей лиги (выход во вторую лигу): 1995.
17 место в центральной зоне второй лиги: 1996.
В региональных соревнованиях:
Победитель первенства Саратовской области: 1996.
Обладатель Кубка Саратовской области: 1995.
Серебряный призёр первенства Саратовской области: 1995.

## Статистика выступлений
| Сезон                | Лига                           | Место | Кубок            | Примечания           |
| -------------------- | ------------------------------ | ----- | ---------------- | -------------------- |
| Областные первенства |                                |       |                  |                      |
| 1995                 | Первенство Саратовской области | 2     | Обладатель кубка |                      |
| 1996                 | Первенство Саратовской области | 1     | ?                |                      |
| Чемпионаты России    |                                |       |                  |                      |
| 1995                 | Третья лига России, 5-я зона   | 2     | —                | Выход во Вторую лигу |
| 1996                 | Вторая лига, зона «Центр»      | 17    | 1/128            | Расформирован        |

Самые крупные победы:
«Металлург» (Выкса) — 5:0 (1995);
«Волга» (Ульяновск) — 5:0 (1995);
«Зенит» (Ижевск) — 6:1 (1996).
Самые значимые победы:
«Салют» (Саратов) — 3:1, 6:3 (1995);
«Салют» (Саратов) — 0:0 (7:6 по пенальти) (1/256 финала Кубка России 1996/97);
«Искра» (Энгельс) — 1:0 (1996, матчи за первое место первенства Саратовской области).
Самое крупное поражение:
«Металлург» (Магнитогорск) — 0:4 (1996).
Лучшие бомбардиры:
В истории команды: Вадим Тюрин — 26 мячей;
За сезон: Вадим Тюрин — 25 мячей в 1995 году.